# Stadsarchief Oss
Het Stadsarchief Oss is het erfgoedcentrum van de gemeente Oss.
De collectie omvat particuliere archieven, historische kranten, publicaties en andere bronnen over de geschiedenis van Oss en omgeving. Het Stadsarchief Oss is sinds 2016 gevestigd in de vestiging Oss van de Noord Oost Brabantse Bibliotheken aan de Lievekamplaan. Daarvoor was het archief gevestigd in de Peperstraat te Oss. De archieven van de gemeente Oss en voorgangers bevinden zich bij het Brabants Historisch Informatie Centrum.